# Anacampt-orchis
Anacampt-orchis là một chi thực vật có hoa trong họ Lan.